# Leeuwin (film)
Leeuwin is een Nederlandse jeugdfilm uit 2023 geregisseerd door Raymond Grimbergen. De film ging op 12 april 2023 in België in première, een week later verscheen deze pas in de Nederlandse bioscopen.

## Verhaal
De film volgt het vijftienjarige meisje Rosi die met haar familie van Suriname naar Nederland gaat verhuizen. Eenmaal aangekomen in Nederland maakt Rosi een grote cultuurshock door. Wanneer er op haar nieuwe school een voetbaltoernooi van start gaat, weet Rosi zich dankzij haar voetbaltalent al snel te aarden.

## Rolverdeling
| Acteur                 | Personage    |
| ---------------------- | ------------ |
| Alyssa van Ommeren     | Rosi         |
| Apollonia Sterckx      | Jitte        |
| Manou Jue Cardoso      | Chloe        |
| Nora Dari              | Sinem        |
| Soumaya Ahouaoui       | Nicky        |
| Jay Karim-Jonker       | Ryan         |
| Yip Andjar             | Mark         |
| Sanguita Akkrum        | Vivian       |
| Urvin Monte            | Denzel       |
| Hilery Cruden-Halfhide | Oma          |
| Carl Breeveld          | Opa          |
| Chanelle Fitz-James    | Sarah        |
| Yadon Rijker           | Patrick      |
| Cees Geel              | Henry        |
| Gina Spadaro           | Yara         |
| Shira Duizend          | Isabel       |
| Ferooza Mangre         | Kim          |
| Els Roobroeck          | moeder Jitte |
| Erik Plageman          | docent       |
| Sarah Schuring         | docent Duits |
| Samuel Cruden          | dominee      |

## Achtergrond
De jeugdfilm werd geregisseerd door Raymond Grimbergen en geproduceerd door Mark van Eeuwen, Alain de Levita, Paula van der Oest, Luc Schinkel en Robert Schinkel. De opnames van de film gingen eind juli 2022 van start. Hoofdrollen in de film waren weggelegd voor onder anderen Alyssa van Ommeren, Soumaya Ahouaoui en Apollonia Sterckx.
Leeuwin ging op 12 april 2023 in première in België; een week later, op 19 april 2023, ging de film pas in première in de Nederlandse bioscopen.

## Prijzen
De film werd eind juli 2023 tijdens de 53e editie van het Italiaanse Giffoni Film Festival, het grootste Europese filmfestival voor de jeugd, bekroond met de award Beste film in de categorie Elements +10. De jeugdfilm wist tegen het einde van het jaar nog twee internationale prijzen binnen te halen: zo wist de film tijdens het International Kids Film Festival in India een award te winnen in de categorie Live Action & Documentary en wist het tijdens het filmfestival in Polen de Football Goats Prize te winnen, bedoeld voor een film die een bijdrage heeft geleverd aan de populariteit van voetbal.